# Hunza (Colombia)
Hunza (en idioma muisca Chunsa) fue una de las principales ciudades de la confederación muisca, en la época precolombina, sede de gobierno del zaque (cacique que comandaba los pueblos de la zona norte del actual altiplano cundiboyacense, en el centro de Colombia). La actual ciudad de Tunja se halla construida sobre su mismo emplazamiento.
El nombre de esta localidad deriva del nombre chibcha del mítico cacique de la ciudad, Hunzahúa (palabra que significa ‘varón poderoso’). Estando a la cabeza del territorio muisca, mantenía numerosos cercados como el de Quiminza, al igual que los templos de adoración religiosa como el Pozo de Hunzahúa y los Cojines del Zaque.

## Historia

### Edad Antigua
Los primeros pobladores primitivos llegaron al altiplano cundiboyacense hace aproximadamente 12 000 años. En la región se encontraron esqueletos humanos ―el Hombre Temprano, u Homo del Tequendama data del 6375 a. C.―, utensilios de hueso y artefactos líticos (de piedra). En el territorio de la ciudad se han encontrado huellas arqueológicas desde el año 150 a. C. Durante más de dos mil años se establecieron distintos grupos humanos en predios de la ciudad. Los científicos del Grupo Arqueológico de la UPTC (Colombia) indican que en Tunja, el hombre prehistórico procede de diversos pueblos que se establecieron en estas tierras. Hacia el primer milenio después de Cristo, las tierras fueron ocupadas por los muiscas, un pueblo de la familia chibcha proveniente de Centroamérica. Su vía de inmigración posiblemente fue a través de Panamá hacia la región andina

### Edad muisca

#### Primera edad muisca
En una etapa de continuos enfrentamientos entre cacicazgos, se propuso pacificar la región y para ello se hizo un consenso entre los dirigentes muiscas para elegir a un jefe supremo que los gobernara a todos. Resultó elegido Hunzahúa, oriundo de Ramiriquí, de quien tomó nombre la confederación, que se llamó Hunza. Tomó el nombre de hoa (‘señor-grande’, lo mismo que significaba psihipqua entre la comunidad de Muequetá). El zaque ejerció el control sobre las tierras que van desde el río Chicamocha hasta los Sutagaos, y desde las vertientes de los llanos de San Juan hasta las fronteras de los Panches y los muzos, con toda la tierra de Vélez. La unidad instaurada permitió unificar el idioma y la religión de los muiscas, y solo fue rota a fines del siglo XV por el zipa Saguanmachica, en tiempos del hoa Michua, a raíz de las diferencias que tuvo con el cacique de Guatavita.
El psihipqua Saguanmachica apoyado por su vasallo de Pasca, sometió a Fusagasugá y Tibacuy, e intentó tomar Guatavita, cuyo cacique solicitó auxilio a Michua, quien envió a un heraldo con el fin de que el psihipqua se presentara en su corte y respondiera las quejas de Guatavita. El psihipqua  menospreció su autoridad y maltrató a su enviado. Ante esto, Michua se dirigió con un ejército de cuarenta mil hombres a los territorios del psihipqua . Sin embargo, al enterarse de la fortaleza militar de Saguanmachica se abstuvo de iniciar hostilidades. Tal actitud le permitió al psihipqua dirigir sus tropas contra el cacique independiente de Ubaque, que había atacado Pasca y Usme, y defenderse de los ataques de Guatavita y del pueblo Caribe de los Panches.

#### Última edad muisca
Hacia 1490 Saguanmachica, con cincuenta mil soldados decide un ataque masivo al hoa, atraviesa las tierras de Guatavita y en Chocontá enfrenta al ejército de Michua que lo superaba en cantidad. La batalla se prolonga por tres horas y los dos soberanos mueren.
A sus 18 años, Eucaneme accedió al zacazgo durante la tensa tregua entre las dos comunidades.
En 1514, el hoa descubrió las intenciones expansionistas de Nemequene y solicitó apoyo de los caciques de Gameza, Iraca, Duitama y Sáchica, unificando sus ejércitos. La batalla se desató en el Arroyo las Vueltas.
Nemequene, que llevaba la victoria, resultó mortalmente herido, por lo cual sus tropas se retiraron. Sugamuxi, cacique de Iraca, le retiró el apoyo, y consiguió una tregua cuyos términos estaban por cumplirse a la llegada de los españoles. Al enterarse de que los europeos merodeaban por sus tierras, prohibió bajo graves penas que se les indicara el camino a su cercado y cuando se enteró de que se aproximaban, les envió regalos y emisarios de paz, buscando detenerlos mientras escondía sus riquezas.

### Conquista española

#### Descubrimiento español de Hunza
Gonzalo Jiménez de Quesada salió de Santa Marta en abril de 1536, en una de las expediciones hacia el sur del continente. Su objetivo fue localizar y conquistar El Dorado.
Luego de algunos meses de travesía, encuentra numerosos cacicazgos muiscas sobre el actual territorio del altiplano cundiboyacense. En su búsqueda, recibe informaciones acerca del hallazgo de esmeraldas y otros tesoros en Somondoco y los Llanos orientales. Finalmente, el 20 de agosto de 1537, llegaron los conquistadores, venían con caballos y perros, y el propio Gonzalo Jiménez de Quesada llegó a los aposentos de Eucaneme, el cual logró esconderse, dejando a cargo a su sobrino Quiminza, al que encontraron sentado en una silla adornado con mucho oro en sus vestidos y en la misma forma que sus acompañantes, quienes aterrados huyeron dejándolo solo; el oro, las esmeraldas y las finas telas fueron saqueadas. Este acto de la Conquista se realizó en el lugar en donde actualmente se encuentra el Convento de San Agustín. Eucaneme fue llevado hasta Suesca, con la esperanza de que revelara el sitio donde había ocultado el resto de sus tesoros. En 1540, se descubrió que Quiminza había suplantado a Eucaneme y junto con este último, que se había mostrado cuando se sintió seguro, fueron ejecutados.

#### Colonización de Chunza
La conquista española del territorio comenzó cuando Gonzalo Jiménez de Quesada capturó a Quiminza el cual junto con su tribu, fueron tomados en encomienda por Hernán Pérez de Quesada. El nuevo hoa no se mostró belicoso frente a los españoles, e incluso se dejó convertir al catolicismo. Las continuas y numerosas exigencias que hacían los españoles, generaban disconformidad en la población muisca.
Quiminza debía verificar sus nupcias con la hija de cacique de Gámeza y varios jefes se aprestaban a concurrir a la solemne ceremonia. A Pérez de Quesada le llegó el rumor que la ocasión sería utilizada para una sublevación general, por lo que apresó a Quiminza y todos los caciques, entre ellos los de Toca, Motavita, Samacá, Turmequé, Suta y los hizo asesinar.
En 1540 fue decapitado el hoa Quiminza, y su deceso marcó el fin de la dinastía de los hoas de chunza.
Los indígenas del zacazgo fueron dispersados y esclavizados en encomiendas a lo largo de la nueva provincia de Tunja.
Gonzalo Suárez Rendón realizó la «fundación» hispánica de la ciudad, esta vez bajo el nombre de Tunja.

## Últimos gobernantes

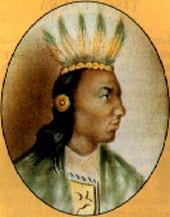
Hunzahúa.
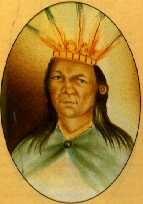
Quemuenchatocha.
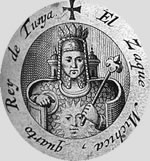
Minchua.
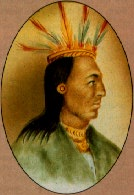
Aquiminzaque.